# Onthophagus altidorsis
Onthophagus altidorsis là một loài bọ cánh cứng trong họ Bọ hung (Scarabaeidae).